# DCアニメイテッド・ユニバース
DCアニメイテッド・ユニバース（DC animated universe / DCAU）は、DCコミックスが刊行するアメリカン・コミックスに登場するキャラクターを主人公としたスーパーヒーローアニメが共有する架空の世界、及びその作品群の名称である。
ワーナー・ブラザース・アニメーションによって制作された1992年に放送開始の『バットマン』から2006年に放送が終了した『ジャスティス・リーグ・アンリミテッド』までの作品群を指す。ただし、DCコミックスを原作とする全てのアニメ作品が含まれるわけではなく、『バットマン』を原作とする作品の中でも、『ザ・バットマン』『バットマン:ブレイブ&ボールド』は含まれない。
2017年には、この作品群のオリジナルキャラクターでもあるハーレイ・クイン誕生25周年の企画の1つとして『バットマン&ハーレイ・クイン』が製作された。

## 作品一覧

### テレビアニメ
| 作品名                               | 英題（英語記事）              |
| ------------------------------------ | ----------------------------- |
| バットマン                           | Batman: The Animated Series   |
| スーパーマン                         | Superman: The Animated Series |
| バットマン                           | The New Batman Adventures     |
| バットマン・ザ・フューチャー         | Batman Beyond                 |
| スタティック・ショック               | Static Shock                  |
| ゼータ・プロジェクト                 | The Zeta Project              |
| ジャスティス・リーグ                 | Justice League                |
| ジャスティス・リーグ・アンリミテッド | Justice League Unlimited      |

### 長編作品
| 作品名                                                        | 英題（英語記事）                          |
| ------------------------------------------------------------- | ----------------------------------------- |
| バットマン/マスク・オブ・ファンタズム                         | Batman Mask of the Phantasm               |
| スーパーマン クリプトン最後の息子                             | Superman: The Last Son of Krypton         |
| ザ・バットマン・スーパーマン・ムービー ～ ヒーロー頂上対決 ～ | The Batman Superman Movie: World's Finest |
| バットマン/サブゼロ 凍りついた愛                              | Batman & Mr. Freeze: Sub-Zero             |
| バットマン・ザ・フューチャー・ムービー                        | Batman Beyond: The Movie                  |
| バットマン・ザ・フューチャー 蘇ったジョーカー                 | Batman Beyond: Return of the Joker        |
| ジャスティス・リーグ/ジャスティス・リーグ誕生！               | Justice League (Secret Origins)           |
| バットマン:ミステリー・オブ・バットウーマン                   | Batman: Mystery of the Batwoman           |
| ジャスティス・リーグ/決別の時                                 | Justice League - Starcrossed: The Movie   |
| バットマン&ハーレイ・クイン                                   | Batman and Harley Quinn                   |
| ジャスティス・リーグ VS. フェイタル・ファイブ                 | Justice League vs. the Fatal Five         |

### ウェブアニメ
| 作品名             | 英題（英語記事） |
| ------------------ | ---------------- |
| ゴッサム・ガールズ | Gotham Girls     |